# Bizant
Bizantsko Carstvo ili jednostavno Bizant – povijesno nazivano Carstvo Rimljana – naziv je za Istočno Rimsko Carstvo koje službeno nastaje 330. godine kada rimski car Konstantin I. Veliki prebacuje prijestolnicu Rimskog Carstva u Novi Rim – Konstantinopol (današnji Istanbul u Turskoj) – koji je postao poznat pod nazivom Carigrad. Konačna podjela dvaju dijelova Rimskog Carstva dogodila se 395. kada car Teodozije I. Veliki daruje svojemu sinu Arkadiju Istok, a Honoriju Zapad. Dok je Zapadno Rimsko Carstvo u sljedećih 150 godina propalo, Istočno Rimsko Carstvo (Bizantsko Carstvo) s političkim sustavom cezaropapizma preživjelo je sve do Pada Carigrada 29. svibnja 1453., koji zauzima Osmansko Carstvo pod sultanom Mehmedom II. Osvajačem.

## Etimologija
Pridjev bizantski izveden je iz Byzantion, latinizirano kao Byzantium, što je bilo ime postojećeg grčkog naselja, gdje je Konstantin I. Veliki odlučio smjestiti svoju novu prijestolnicu – Konstantinopol. U početku se Bizant odnosio na stanovnike Konstantinopola. Laonik Halkokondil prvi je upotrijebio riječ bizantska da bi opisao državu, tek nakon pada Carstva u 15. stoljeću. Djelo Historiæ Byzantinæ Hieronymusa Wolfa, koje uključuje Halkokondila, označava početak bizantskih studija. Charles du Fresne, Montesquieu i George Finlay popularizirali su termin kroz svoja djela. Tek u 19. stoljeću termin Grčko Carstvo iz 8. stoljeća zamijenjen je modernom konvencijom Bizantskog Carstva.
Bizantsko Carstvo bilo je poznato svojim stanovnicima kao Rimsko Carstvo/Carstvo Rimljana i Rimska Republika (ili na grčkom Rhōmais). Stanovnici su sebe nazivali Romaioi, čak i krajem 19. stoljeća Grci su novogrčki jezik nazivali Romaiika. Nakon 1204., kada se Bizantsko Carstvo sastojalo samo od svojih pokrajina, izraz Heleni sve se više koristio.
Od 6. stoljeća, Rimsko Carstvo poistovjećivano je s njegovim sve dominantnijim grčkim dijelom. Počevši od djela Karla Velikog Libri Carolini iz 790-ih, Franci su koristili izraz Grčko Carstvo (lat. Imperium Graecorum) kako bi negirali tvrdnju da je Bizant nastavak Rimskog Carstva.
U islamskom je svijetu Rimsko Carstvo nazivano Rûm. Osmanlije su sve do 20. stoljeća koristile naziv millet-i Rûm ili Rūm millet (hrv. rimska nacija), što se odnosilo na bivše podanike Bizantskog Carstva, tj. pravoslavnu kršćansku zajednicu unutar Osmanskog Carstva.

## Povijest

### Kasno Rimsko Carstvo
Osnovni problem Bizanta je da se niti danas svi povjesničari ne mogu složiti kada je ovo Carstvo nastalo i nestalo. Godine njegovog nastanka se pomiču ovisno o izvoru između 283. godine kada umire car Kar i kada se Carstvo prvi put dijeli (što će potvrditi Dioklecijan) i 640. godine kada Mediteran prestaje biti Rimskim jezerom. Iako je 323. godine samo 10 – 15 % stanovnika Carstva bilo kršćanske religije, to će se tijekom sljedećih 100 godina promijeniti u potpuno obratnu situaciju. Tijekom 5. stoljeća, dok zapadne prefekture (Zapadno Rimsko Carstvo) propadaju pod navalom barbara, Istok se osjetio pozvanim sudjelovati u pokušaju spasa. Sve od 410. godine ti će pokušaji bez uspješnih rezultata Bizant praktički dovesti do bankrota, nakon čega on – financijski iscrpljen – prepušta ostatak Carstva svojoj sudbini. Koristeći gotovo potpuni mir koji traje 40 godina tijekom vladavine Anastazija i Justina, Carstvo je bilo financijski spremno za povratak izgubljenih provincija. Tijekom vladavine Justinijana I. doći će do oslobađanja Afrike, Italije, Dalmacije, južne obale Hispanije i svih sredozemnih otoka. Je li njegov san o obnovi cjelokupnog Carstva bio moguć ili ne, nikada nećemo doznati jer je njegovo Carstvo (ali i Perzijsko Carstvo) bilo potreseno velikom epidemijom takozvane Justinijanove kuge od koje će u Europi (bez Rusije) između 540. i 614. godine umrijeti 50 % stanovnika (22.000.000 od 44.000.000). Ostatak ovog razdoblja Bizant je u defenzivi pod napadima Avara i Slavena na Balkanu te Langobarda u Italiji, Perzije na Bliskom Istoku i Vizigota koji početkom 7. stoljeća uspijevaju osvojiti Hispaniju. Veliki – četvrt stoljeća dug – rat s Perzijskim Carstvom napokon će završiti 627. godine pobjedom cara Heraklija. Ta pobjeda na kraju postaje pirova kada Arapi – ujedinjeni islamskom religijom, čiji nastanak je Carstvo potpomoglo (točnije Muhameda) – pobjeđuju bizanstku vojsku, osvajaju Bliski Istok, a ubrzo potom – 640. godine – i Egipat. Gubitkom žitnih polja ove provincije kao i Sirije, koja se specijalizirala za proizvodnju ulja, dolazimo do granice koja zbog općih životnih promjena stanovništva označava kraj antike.

### Borba za život
Gubitak više od pola teritorija Carstva u samo jednom desetljeću rezultirao je borbom na život i smrt protiv fanatično nastrojenih Arapa. Tijekom tih bitaka bivše multietničko Carstvo će padom Kartage 695. godine postati gotovo jednonacionalna, grčka država. U bitkama tijekom kojih će doći čak i do dvije opsade Carigrada Bizant će preživjeti samo zbog otkrića grčke vatre koja će spaliti protivničku flotu. Do stabiliziranja ostataka države koja je spala s carstva gradova na carstvo tvrđava dolazi stupanjem na vlast Leona III. Izaurijskog u 8. stoljeću. To vrijeme mira neće trajati dugo: bez vanjskih neprijatelja, stanovništvo se sada počinje međusobno sporiti oko pitanja hoće li biti dopušteno štovanje ikona. Ova polemika će trajati gotovo do polovice 9. stoljeća kada će regentica carica Teodora donijeti odluku u korist ikona.

### Makedonci
Kraj tih nemira donosi državi religijsko jedinstvo, kao što je ranije dobila nacionalno jedinstvo. Takav će razvoj situacije dati snagu Carstvu za ponovno vođenje aktivne vanjske politike čemu će malo poslužiti i sreća. Pobjede i porazi u ratu cara Bazilija I. sa susjedima nastavit će se sve do 961. godine kada vlast preuzimaju najprije vojni zapovjednici, a potom sposobni Bazilije II. Bugaroubojica. Tijekom njegove vladavine bit će anektirano Bugarsko Carstvo, a nakon toga careva riječ će se slušati od rijeke Kupe pa sve do Kaspijskog mora. Njegovom smrću vlast iz glavnog zapovjedništva vojske ponovno prelazi na dekadentni dvor čijim vladarima je sve teško raditi (čak i imati djecu), osim pojavljivati se na svakodnevnim zabavama. To je dovelo do smanjivanja stajaće vojske kako bi car više novca mogao trošiti na zabave. Rezultat te politike bit će poraz cara Romana IV. od Turaka 1071. godine i gubitak 50 posto stanovništva u ratu.

### Komneni
Koristeći praktički raspad države na prijestolje će se popeti plemić Aleksije I. Komnen, koji, ne vidjevši druge mogućnosti, traži od pape pomoć za oslobađanje kršćanskih zemalja, što će dovesti do križarskih ratova. U doba dolaska križara 1097. godine u europskom dijelu Carstva živjelo je između 4.000.000 i 5.000.000 stanovnika, dok su Turci Seldžuci na bizantskom teritoriju kojeg su osvojili nakon 1071. godine vladali nad 4.000.000 stanovnika. Carstvo će tijekom vladavine Aleksija Komnena vratiti dio izgubljenog teritorija, ali unutarnjepolitički gledano to više neće biti država kao prije. Sada se ona pretvara u feudalno društvo, što je točno ono protiv čega se veliki Bazilije II. borio. Pored toga, nova negativnost ovog uređenja postaje ukidanje stalne vojske i sve veća ovisnost o plaćenicima ili feudalnim gospodarima koji trebaju dati vojsku za potrebe države. Sljedeći Komneni će nastaviti ovu politiku koja će rezultirati klasičnom feudalnom borbom za vlast i padom Carigrada u ruke križara 1204. godine.

### Ratovi
Tijekom svoje tisućugodišnje povijesti Bizant je vodio velik broj ratova koji su trajali 50 ili više godina. Prvi od te grupe ratova su rimsko-perzijski ratovi koji s prekidima traju od 3. pa sve do 7. stoljeća. Velika pobjeda Bizanta 628. godine samo će označiti početak novih ratova protiv Arapa koji će s prekidima trajati do križarskih ratova. Kada ta azijska prijetnja nestane, doći će vrijeme Turaka koji 1460. godine osvajaju Bizantsko Carstvo. Na Balkanu jedini vjekovni neprijatelj Carstva postaje Bugarska. Oružano neprijateljstvo ovih dviju država počet će u 7. stoljeću i trajati s mirnim razdobljima – od po čak 80 godina – do 1018. godine, kada je Prvo Bugarsko Carstvo anektirano. Nakon uspješne bugarske pobune krajem 11. stoljeća, razdoblja mira i rata trajat će sve do uništenja ovog neprijatelja od strane Osmanlija u 14. stoljeću.

### Restauracija i kraj
Pad Carigrada će rezultirati stvaranjem Latinskog Carstva, dok će lojalna grčka područja proglasiti svoje nezavisne države: Trapezuntsko Carstvo koje su stvorili Komneni još u ožujku 1204., Nicejsko Carstvo osnovano u travnju 1204. (u trenutku pada Carigrada), ali službeno proglašeno tek 1206., te posljednje osnovano Solunsko Carstvo koje će veći dio postojanja provesti pod imenom Epirska Despotovina. U bitkama za obnovu Carstva koje će trajati sve do 1261. godine pobjednik će postati Nicejsko Carstvo sa svojim carem uzurpatorom Mihajlom Paleologom koji će osnovati posljednju bizantsku vladajuću dinastiju. Nakon njegove smrti 1282. godine državom će vladati s kratkim prekidima nesposobni neaktivni carevi koji ništa ne poduzimaju protiv turskih i srpskih osvajanja. Rezultat toga je pad Carigrada 1453. godine, a ubrzo potom i Moreje 1460./1461. godine. Posljednje carstvo koje preuzima direktno nasljedstvo od starog Rimskog Carstva umrijet će kada vladar Trapezunta – David – potpisuje bezuvjetnu kapitulaciju svoje države 1461. godine osmanskom sultanu Mehmedu II.

## Povezano
- Popis bizantskih careva
- Bizantska umjetnost
- Obrazovanje u Bizantu
- Bizantologija
- Bizantsko-osmanski ratovi
- Bizantsko-bugarski ratovi